# Lynda Weinman
Lynda Susan Weinman (24 de enero de 1955) es una empresaria estadounidense,profesora de Informática y escritora. Fundó una web de formación en línea en software,Llynda.com, junto a su marido, Bruce Heavin. Linkedin compró Lynda.com por 1.5 mil millones de dólares en abril de 2015.
Weinman, con conocimientos de Informática adquiridos de forma autodidacta, trabajó en la industria del cine como animadora de efectos especiales, y se convirtió en profesora del Centro de Arte de la Facultad de Diseño, UCLA, del Instituto AFI, y de la Universidad Estatal de San Francisco en el programa de estudios multimedia, enseñando computación gráfica, animación, diseño interactivo, y gráficos de movimiento. También ha escrito algunos libros.

## Formación
Weinman obtuvo un Grado en Humanidades en el Evergreen State College en Olimpia (Washington).

## Carrera profesional
Un año después de graduarse, Weinman abrió dos tiendas, Vertigo en Melrose y Vertigo en Sunset, en Los Ángeles, que se cerraron en 1982.
Weinman trabajó para Dreamquest y como autónoma en animación y efectos especiales. Participó en varias películas, como RoboCop 2 (1990),[8] Bill & Ted's Excellent Adventure (1989),[9] y Star Trek V: The Final Frontier (1989).
Weinman atribuye su interés inicial en la informática a su experiencia autodidáctica con el Apple II que trajo a su casa un novio suyo. Ella obtuvo las habilidades necesarias leyendo el manual.
Weinman enseñó medios digitales y animación en el Art Center College of Design en Pasadena, California desde 1989 a 1996. Su libro designing web graphics, publicado por New Riders en 1995, parece ser uno de los primeros en hablar de autoría de tecnologías web desde una perspectiva de diseño visual.
Weinman fundó, junto a su marido Bruce Heavin, el Ojai Digital Arts Center en Ojai, California en 1999.